# محمود حسن جمعة
المهندس محمود حسن جمعة هو سياسي عراقي سابق، شغل منصب وزير الإصلاح الزراعي ووزريز زراعة بالوكالة في وزارتي عبد الرحمن البزاز الأولى والثانية عامي 1965 و 1966.
ترك العراق لاحقا، حيث عين بتاريخ 18 أيلول 1967 مديرا عاما للتنسيق والتخطيط في إمارة أبو ظبي.